# Шаповал Сергій Володимирович
Сергій Володимирович Шаповал (нар. 7 лютого 1990, Ворзель, Київська область, УРСР) — український футболіст, півзахисник клубу «Далвік/Рейнір».

## Життєпис
Народився в Ворзелі (Київська область), де й розпочинав займатися футболом у тренера Валентина Петровича Лисова. У ДЮФЛУ грав у командах київських шкіл «Локомотив», «Відрадний» та «Зміна-Оболонь». З 2007 року грав у другій лізі за «Нафком» (Бровари), а потім у першій — за «Ниву» (Тернопіль), «Фенікс-Іллічовець» (Калініно), ФК «Львів». У 2011 році перейшов у клуб третього дивізіону чемпіонату Польщі «Полонія» (Лешно).
У період з 2012 по 2015 рік грав у Молдові за ФК «Тирасполь». У Національній Дивізії дебютував 10 березня 2012 у матчі 19 туру «Тирасполь» — «Костулень» (3:1), замінивши наприкінці матчу Віктора Булата. У складі придністровських «городян» за 3,5 року зіграв 72 матчі в чемпіонатах Молдови, і 4 в єврокубках. Ставав володарем Кубка Молдови (2012/13) і срібним призером чемпіонату Молдови (2013/14). Влітку 2015 року, перебуваючи у відпустці, від капітана команди дізнався про розформування тираспольського клубу. Окрім Шаповала ще четверо його співвітчизників, які грали за «городян» — Олександр Ільющенков, Олег Єрмак, Кирило Сидоренко та Євген Зарічнюк залишилися без команди.
11 липня 2015 року Шаповал підписав дворічний контракт з одеським ФК «Чорноморець». В українській Прем'єр-лізі дебютував у матчі першого туру чемпіонату 2015/16 проти донецького «Олімпіка». 7 грудня 2015 року було офіційно повідомлено про розірвання контракту між Сергієм і «Чорноморцем» за обопільною згодою сторін. Всього за «моряків» провів 7 поєдинків у чемпіонаті, 2 гри в Кубку України і 1 зустріч у молодіжній першості.
У березні 2016 року стало гравцем клубу «Торпедо-БелАЗ», у складі якого став володарем Кубка Білорусі. У складі жодинської команди став основним опорним півзахисником, яким залишився і в сезоні 2017 року. У липні 2018 року за домовленістю сторін залишив «Торпедо-БелАЗ».
Незабаром після відходу з жодинського клубу Сергій став гравцем іншої білоруської команди, «Гомеля». У першому ж матчі за нову команду 21 липня він відзначився дублем у ворота могильовського «Дніпра» (2:0). Згодом закріпився в стартовому складі команди. У січні 2019 року стало відомо, що півзахисник покинув гомельську команду після закінчення контракту.
У січні 2019 року перейшов до гонконзького клубу «Лі Ман». З командою того ж року став володарем Кубка ліги Гонконга, забивши в тому числі гол у фінальній грі
У липні 2021 року повернувся до Білорусі, ставши гравцем «Динамо» (Берестя), де і грав до кінця року.
У січні 2022 року на правах вільного агента приєднався до складу клубу «Перемога» з Другої ліги України, але через росівйське вторгнення так і не встиг дебютував за дніпрян і в березні перебрався до польського клубу «Нарев» (Остроленка) з IV ліги. Так і не прибувши до табору польської команди, вже у квітні стало відомо, що півзахисник тренується з іспанським нижчоліговим клубом «Баракальдо», а у травні 2022 року приєднався до клубу «Далвік/Рейнір» із четвертого дивізіону Ісландії.

## Досягнення
«Тирасполь»
- Національний дивізіон Молдови
  -  Срібний призер (1): 2014
  -  Бронзовий призер (1): 2013

- Кубок Молдови
  -  Володар (1): 2013

- Суперкубок Молдови
  -  Фіналіст (1): 2013

«Торпедо-БелАЗ»
- Кубок Білорусі
  -  Володар (1): 2016

 «Лі Ман»
- Кубок ліги Гонконга
  -  Володар (1): 2019